# Villa Barbarigo (Noventa Vicentina)
Villa Barbarigo è una villa patrizia costruita nel tardo XVI secolo ubicata nel centro di Noventa Vicentina, in provincia di Vicenza, dalla fine del XIX secolo. La villa ebbe diversi passaggi di proprietà e di funzione:  divenne dal 1836 al 1891 un collegio della Congregazione mechitarista di Venezia. Dal 1891 fu acquistata dal Comune di Noventa, che la adibì prima a scuola e poi a sede municipale. È conosciuta anche come Villa Barbarigo Rezzonico, in ricordo delle principali famiglie nobili veneziane che l'hanno posseduta.
Non va confusa con la Villa Barbarigo di Valsanzibio (frazione di Galzignano Terme) nei pressi di Padova, rinomata per i suoi giardini, le sue statue e le sue fontane.
L'edificio è sede dell'amministrazione comunale di Noventa Vicentina ed è visitabile su prenotazione o in occasione di eventi.

## Descrizione
È una villa-palazzo nobiliare di campagna,  destinata nella parte centrale ad essere centrale di commercio dei cereali (frumento, avena, ecc.) utilizzata come edificio di pagamento e misurazione, mentre negli edifici annessi, si svolgevano i lavori sui campi e si raccoglievano i prodotti dei possedimenti circostanti. Sappiamo che nel 1540  il nobile veneziano Giacomo Barbarigo acquistò una casa con piccionaia, nel luogo dell'attuale villa. La trasformazione  avvenne a partire dal 1588 a opera di mastro Venturin "muraro" (impresario edile) su disegno di un ignoto architetto veneziano dell'ambito di Vincenzo Scamozzi. L'edificio che sostituiva la precedente residenza era un palazzo in stile classico veneziano, circondato da un giardino all'italiana e prospiciente una grande piazza affiancata da due barchesse. Completavano la villa un muro di cinta e due torri piccionaie sul retro. La struttura centrale è imponente per la sua altezza, di ben  4 piani. 
uesta sede del Comune di Noventa Vicentina è la meta turistica principale dei turisti. Di fronte all'edificio si colloca la piazza di Noventa Vicentina, un tempo chiamata piazza del Collegio Armeno, ora Piazza IV Novembre, con al centro un'imponente fontana con un  obelisco che ricorda i caduti della prima guerra mondiale.
La loggia centrale, costruita su tre piani, appare come un qualcosa di disorganicamente applicato, la dilatazione verticale dei fori al primo piano denota uno sforzo di cercare di raggiungere uno slancio verso l'alto della fabbrica, perseguito inoltre con le eccessive piramidi che coronano la facciata.
La parte posteriore, che inizialmente sembrava essere quella priva di "ufficialità", è stata successivamente alterata con l'aggiunta della scala, che ospita  la lapide in memoria di Umberto Masotto e di tre corpi sporgenti.
La villa nel suo complesso e soprattutto in virtù delle barchesse, esprime una sorta di equilibrio e di grandiosità.

## Affreschi
La villa si distingue per le decorazioni ad affresco dei piani nobili, per cui vennero contattati diversi artisti, tra i quali Alessandro Maganza, Antonio Foler, il pittore di origine greca Antonio Vassilacchi (l'Aliense) e più tardi, per il salone delle feste Luca da Reggio (Luca Ferrari).
Nel secondo piano, si celebrano le glorie e gli episodi principali di alcuni esponenti della famiglia Barbarigo, come il cavalierato concesso dalla regina Maria d'Ungheria, l'assedio veneziano contro i turchi a Patrasso,  la battaglia di Lepanto con il ferimento ad un occhio e la successiva morte del comandante dell'ala sinistra,   Agostino Barbarigo.
Nel terzo piano vi è lo splendido salone delle feste, affrescato in stile classico, con alcuni episodi mitologici, come l'episodio di Diana e Atteone, sormontato dallo stemma Rezzonico. Il salone è dotato di ottima acustica ed è decorato con una grande tela nel soffitto, che raffigura al centro La Verità svelata dal Tempo. Nella saletta accanto sono raffigurate le divinità dell'Olimpo.
Le salette a destra e sinistra dell'ingresso hanno uno schema pittorico simile: nella parte di centro è raffigurato in pompa magna uno dei due dogi della famiglia: a destra Marco Barbarigo seduto in trono, e a sinistra Agostino Barbarigo in piedi con la barba bianca, che indica a fianco il figlio, morto in giovane età; nelle pareti  intorno appaiono le allegorie delle virtù del doge: la Pace, l'Abbondanza, la Mediazione, la Saggezza, ecc. I due pittori incaricati, l'Aliense e Foler, hanno però un certo divario stilistico, che distingue gli affreschi della saletta a sinistra dell'ingresso al secondo piano, da quelli della saletta a destra. Si tratta di un divario individuabile anche agli occhi di un semplice visitatore. L'Aliense si raffigura in un angolo della saletta di sinistra, sporgente da una colonna.
Nelle altre sale sono raffigurati il cardinale Gregorio Barbarigo davanti al Papa e  in conversazione con altri prelati. 
Una particolare menzione meritano anche le varie e complesse figure allegoriche situate sopra le porte della stanza a sinistra del braccio d'ingresso.

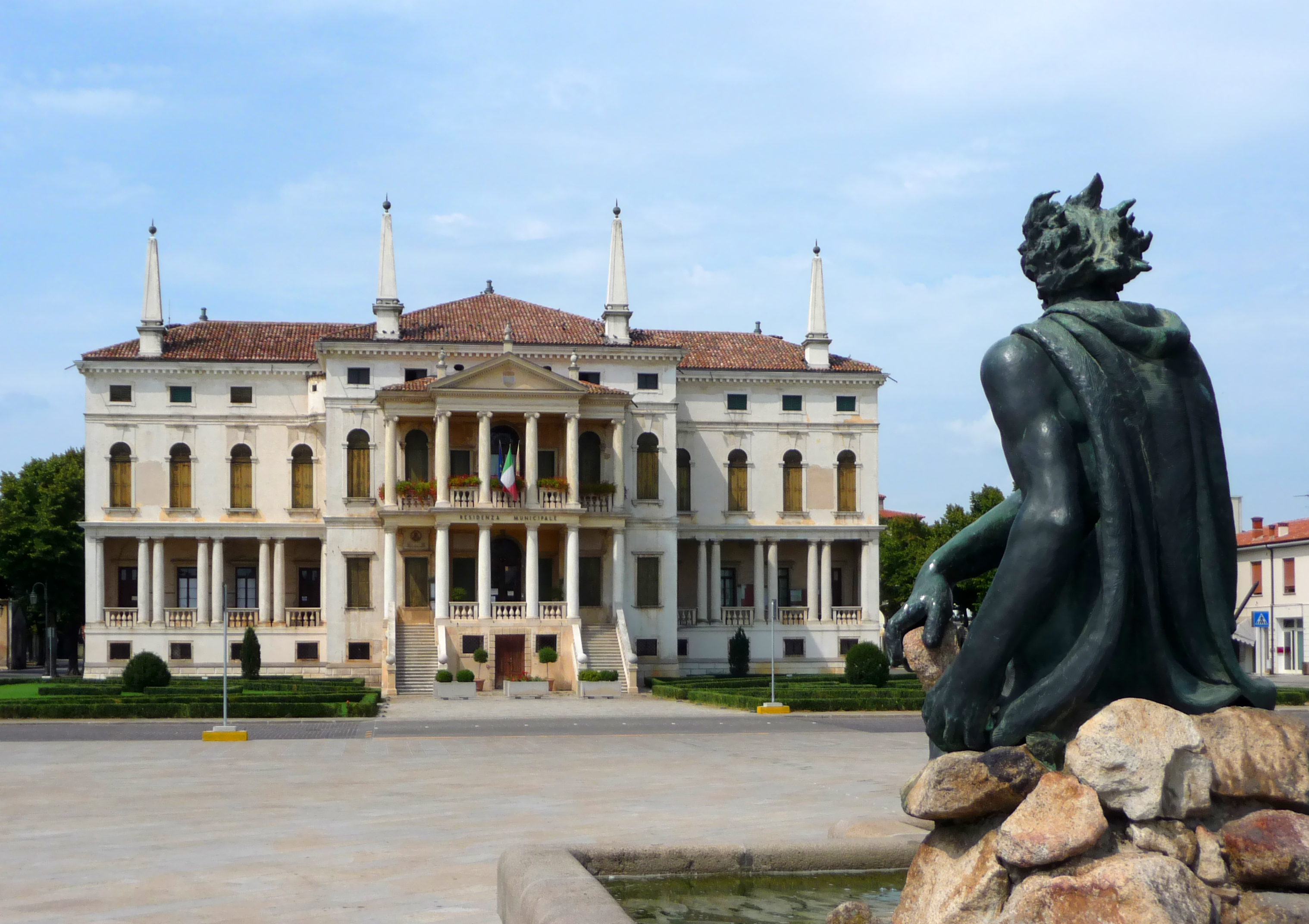
La villa vista dalla piazza di Noventa (in primo piano una scultura della fontana)
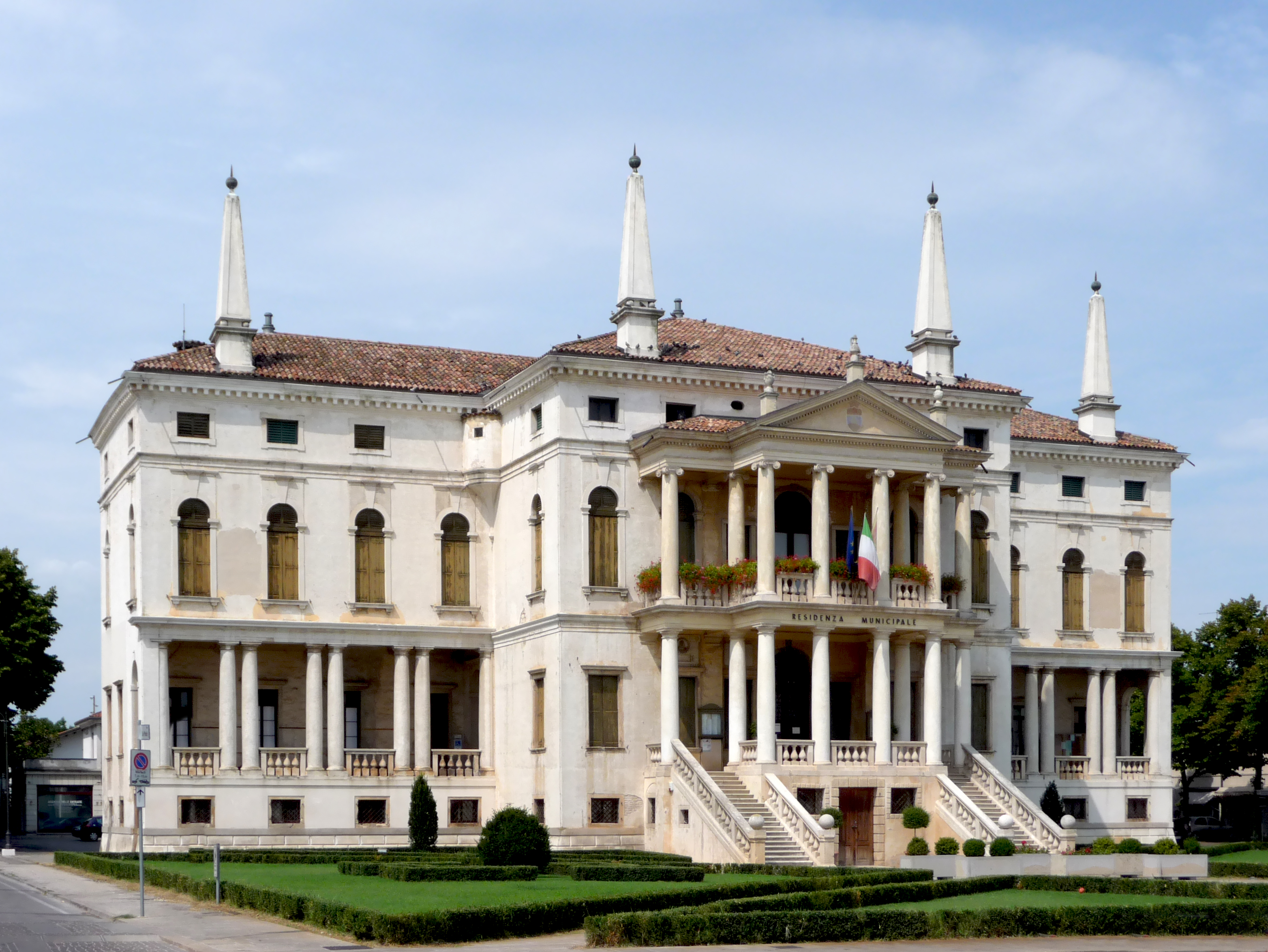
Vista della villa
Noventa Vicentina in una foto d'epoca; di fronte alla fontana monumento dei caduti si può notare Villa Barbarigo.